# 掛麵
掛麵是中国乃至東亞地區的傳統麵條食品，用麵粉製成。中式掛麵依形狀可分為細長形的「龍鬚麵」與扁寬形的「鳳尾麵」。在日韓习惯上称之为“素麵”。與烏龍麵一樣，掛麵規格嚴謹，麵身直徑通常要求小於1.3公釐。

## 歷史

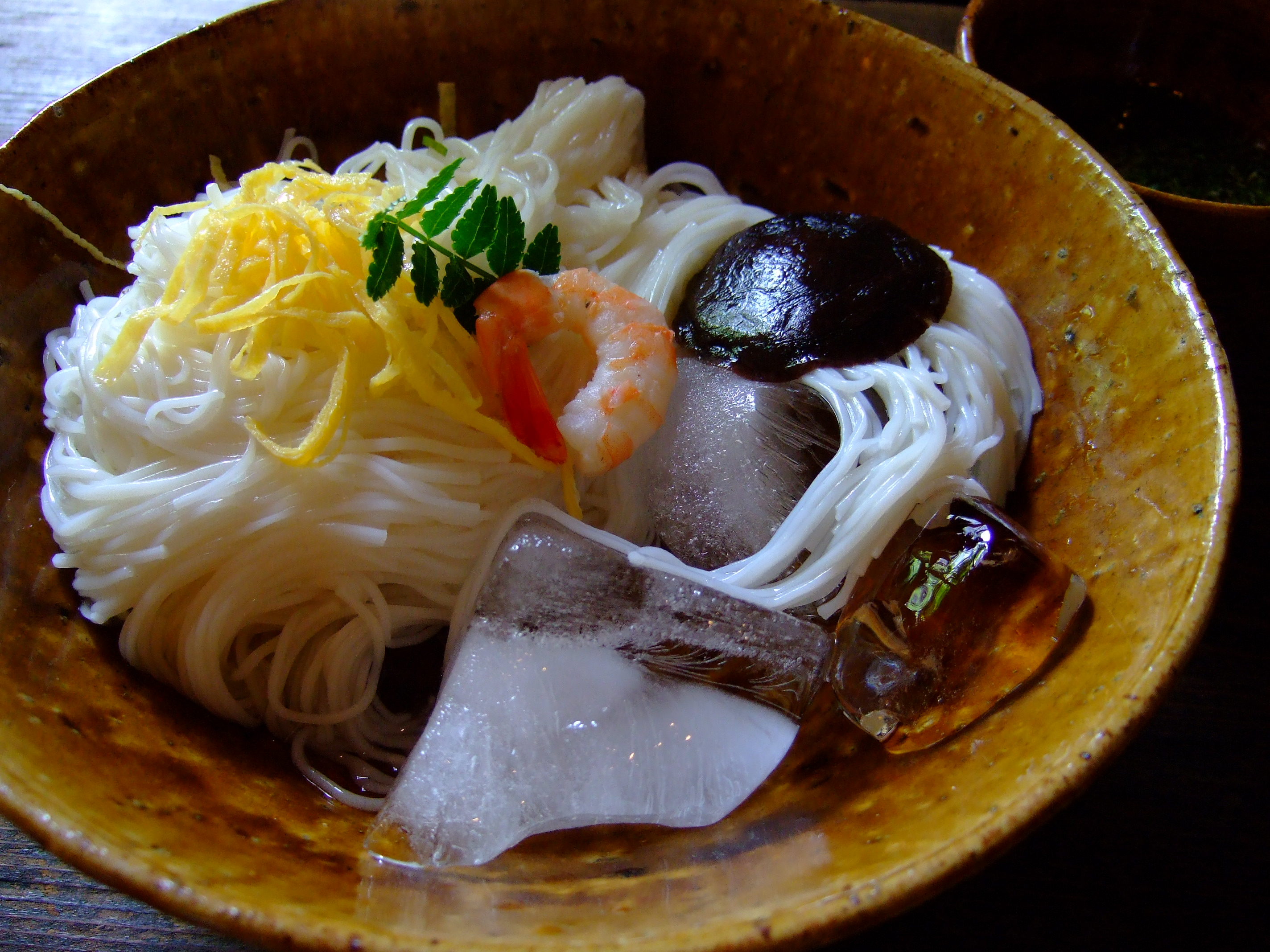
三輪素麺

麵條可能是在唐朝傳入日本，十世紀出版的《和名類聚抄》稱為索餅。索餅於平安時代在奈良縣櫻井市三輪地方演變成三輪素麺，以麵粉、大米粉、水加鹽而成。根據當地傳說，大和國三輪曾遭飢荒和瘟疫，三輪氏的氏上於827年得到了三輪山大神神社三輪明神的神諭，在三輪種植小麥，收穫後用水車將小麥磨成麵粉，再用具有療效的泉水揉捏、拉長成線，這就是素麵的起源。後來，三輪素麵成為前往伊勢神宮參拜的人們的最愛，素麵也逐漸傳遍日本，成了日本的代表性傳統食品。

## 食用

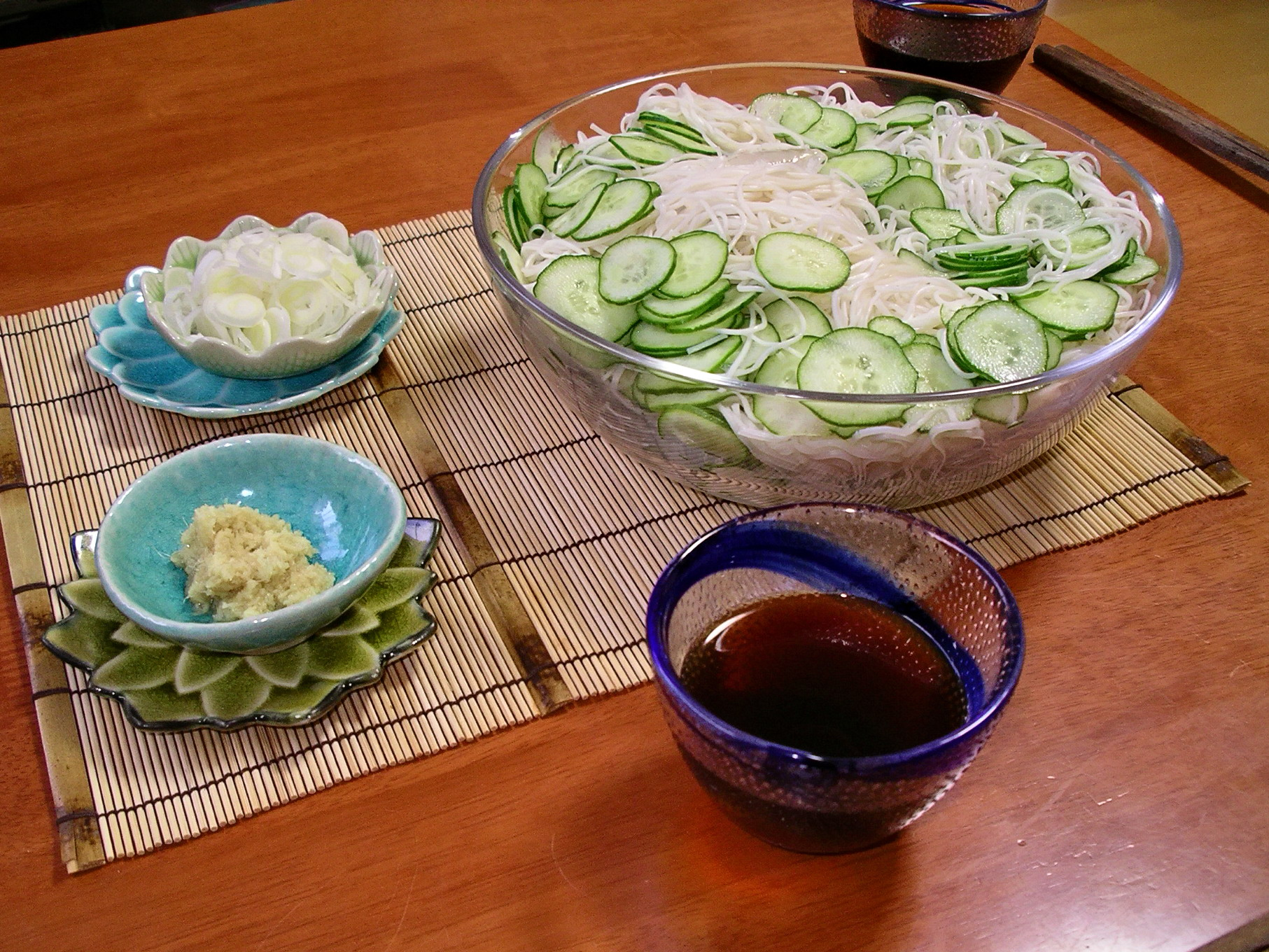
日式素麵

掛麵味冷而清，可浸於肉湯或丸子中，亦可下至醬油中，而不澆於其他食物之上。醬油通常是鰹海鮮味，可以與大蔥、生薑以及青蒜。

### 冷卻
麵條用熱水煮熟后，使用流動的冷水降溫，以使麵條更加爽滑可口。這樣做出的冷卻素麵是日本夏季麵料理的代表。一到夏季日本各醬油和食品生產商都會生產大量的“素麵用”調味劑。此外，蕎麥汁比砂糖、味醂更受青睞。關西地方的冷麵（冷やし中華）一般會添加火腿和黃瓜。藥味素麵則採用蔥、山葵絲、生薑絲、海苔和胡麻等材料。

### 流水素麵

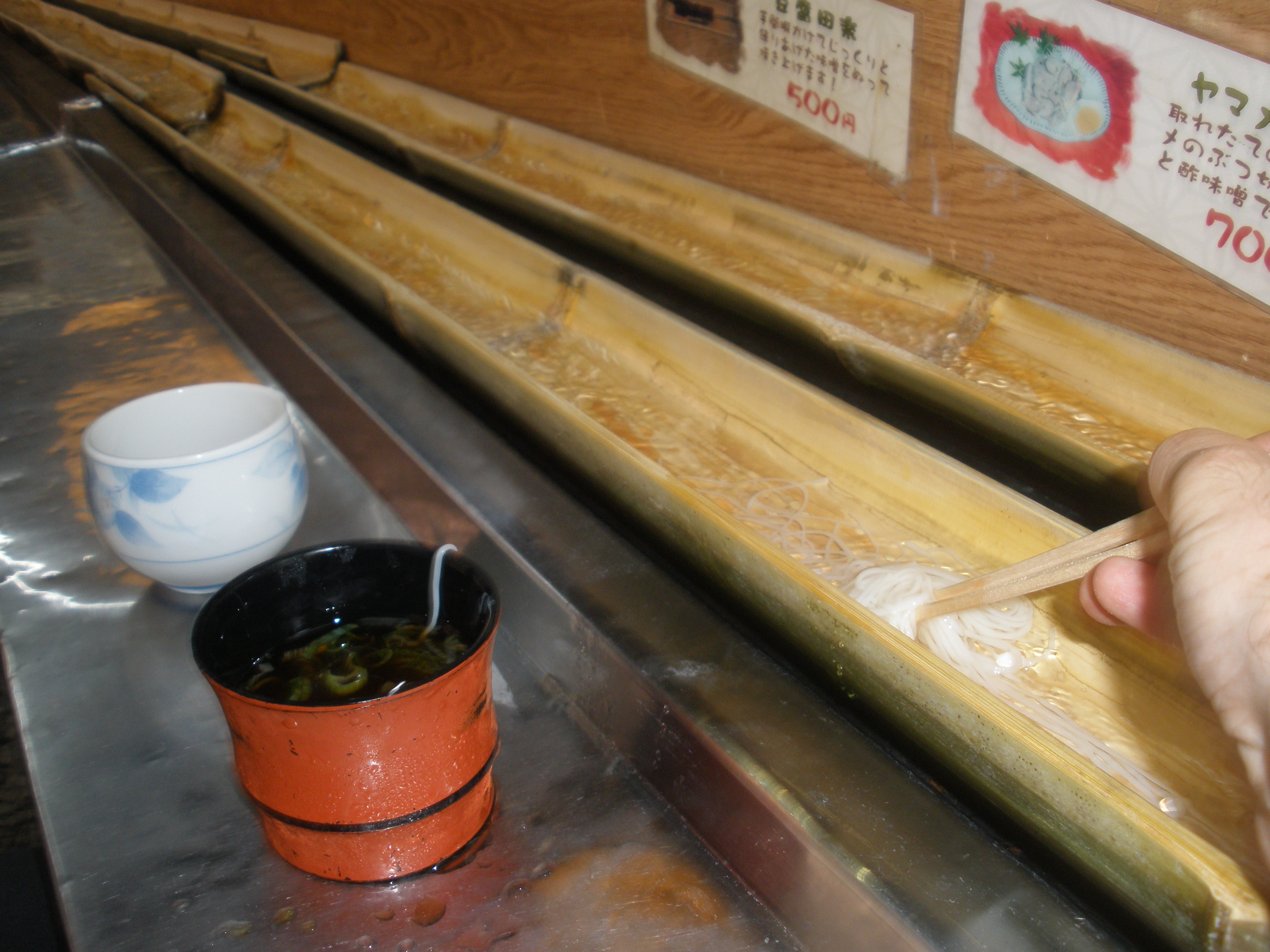
流水素麵

流水素麵（日语：流し素麺）是日本一種放在竹製的樋里漂流著，用筷子夾取的素麵。可算得上是夏天的風物詩。在鹿兒島縣和宮崎縣的一些地方，這也叫。發祥地是宮崎縣的高千穂峡和鹿兒島縣指宿市的唐船峡。鹿兒島各地也有專門製作出來以便在餐桌上使用的流水素麵器具。

### 鯛素麵
鯛素麵是瀨戶內地方壹岐島的料理。

### 素麵沙律
素麵沙律是在素麵上加番茄、生菜等拌成的沙律的料理，也加蛋黃醬做調味。

## 外部連結
- 紅燒素麵食譜（附圖）